# Герб Гансгорена

Герб Гансгорена

Герб Гансгорена був присвоєний брюссельській комуні Гансгорен 8 червня 1844 року.

## Геральдичний опис
Опис герба звучить так:
Червоне поле із золотою статуєю св. Мартин.
Поле герба червоного кольору, на ньому повністю золоте зображення святого Мартина, який зрізає свій плащ, щоб віддати жебраку. Святий Мартин є покровителем Гансгорена.

## Історія
Першим гербом, який використовувався на території пізнішого муніципалітету Гансгорен, був герб олдерменів Жета, Гансгорена та ряду інших місць у цьому районі. Цей герб використовувався у вигляді печатки наприкінці Середньовіччя. На цій печатці була зображена Марія з немовлям між шоломом і щитом із гербом герцогів Брабантських. У 1659 році Жет, до складу якого входив Гансгорен, став вищим сеньйорієм. Його також успадкувала родина де Вільєгас від роду Кіншотів.
Комуна Гансгорен була створена в 1841 році шляхом поділу комуни Жет-Гансгорен. Через три роки комуна отримала нинішній герб.
Герб виконано в кольорах герба Брюсселя.